# Budogoszcz (stacja kolejowa)
Budogoszcz (ros. Будогощь) – węzłowa stacja kolejowa w miejscowości Budogoszcz, w rejonie kiriskim, w obwodzie leningradzkim, w Rosji. Węzeł linii do Mgy, Niebołczi i Tichwina.
Stacja końcowa petersburskich pociągów podmiejskich.